# Distrikt Tomaykichwa
Der Distrikt Tomaykichwa (alternative Schreibweise: Tomay Kichwa oder Tomayquichua) liegt in der Provinz Ambo in der Region Huánuco in Zentral-Peru. Der Distrikt wurde am 18. Dezember 1935 gegründet. Er hat eine Fläche von 41,6 km². Beim Zensus 2017 wurden 3597 Einwohner gezählt. Im Jahr 1993 lag die Einwohnerzahl bei 5625, im Jahr 2007 bei 4488. Verwaltungssitz des Distriktes ist die Kleinstadt Tomaykichwa mit 2047 Einwohnern (Stand 2017). Diese liegt auf einer Höhe von etwa 2700 m am rechten Flussufer des Río Huallaga, 5,5 km nördlich der Provinzhauptstadt Ambo.

## Geographische Lage
Der Distrikt Tomaykichwa liegt in der peruanischen Zentralkordillere im zentralen Norden der Provinz Ambo auf der rechten Uferseite des Río Huallaga.
Der Distrikt Tomaykichwa grenzt im Westen und im Norden an den Distrikt Conchamarca, im Osten an den Distrikt Molino (Provinz Pachitea) sowie im Süden an den Distrikt Ambo.